# Colleretto Giacosa
Colleretto Giacosa (piemonti nyelven Corèj Giacosa) egy észak-olasz község (comune) a Piemont régióban, Torino megyében.